# Хлотарь II
Хлотарь II (май 584 — 18 октября 629) — король франков из династии Меровингов. Правил в 584—629 годах в Нейстрии, а с 613 года — король всех франков.
Имя Хлотарь в переводе с франкского означает «Имеющий знаменитую армию».

## Биография

### Малолетний король
Хлотарь II был сыном короля Хильперика I и Фредегонды. Когда в 584 году умер его отец, Хлотарю было всего 4 месяца. Брат покойного короля король Бургундии Гунтрамн предложил поддержку Фредегонде и её сыну, но вскоре рвение Гунтрамна охладил случай; он узнал, что двое вооружённых людей, посланных к нему его невесткой, намеревались его убить. Гунтрамн взял мальчика под свою опеку, но Фредегонде оставаться в Париже не позволил; королева была выслана в окрестности Руана.
В дальнейшем между Гунтрамном и королём Австразии Хильдебертом II был заключен договор (587 год), благодаря которому Хильдеберт, после смерти Гунтрамна (592 год), получил его королевство. После этого молодой Хильдеберт решил овладеть и Нейстрией. Но вернувшаяся к власти Фредегонда встала на защиту королевства своего сына. Она лично участвовала в сражениях, и хронисты, возмущавшиеся её злодействами, восхищаются её военными хитростями, которые помогли отразить нашествие австразийцев. В 593 году герцог Шампани Квинтрио вторгся с войском в королевство Хлотаря, но король и его воины выступили ему навстречу, и тот был вынужден бежать. Обе стороны понесли большие потери.

### Войны с Теодебертом II и Теодорихом II
В 595 году Хильдеберт II умер, а его королевство было разделено между его двумя малолетними сыновьями Теодебертом II и Теодорихом II. Для Фредегонды сложилась благоприятная ситуация для того, чтобы вмешаться в дела Австразии и Бургундии. В 596 году Фредегонда и её сын, король Хлотарь, приняли во владение Париж и другие города, подвергавшиеся варварскому обращению со стороны австразийцев. Ведя войну с Теодорихом II и Теодебертом II, они послали войско, которое подошло к местечку под названием Лаффо около Суассона. Войска разбили лагеря друг против друга. Хлотарь и его воины первыми бросились на Теодориха и Теодеберта и учинили большую резню в рядах их армии.
В 597 году ушла из жизни Фредегонда. Она умерла в почете, властной королевой, в ореоле только что одержанных ею побед, и была погребена рядом с Хильпериком I в парижской церкви Сен-Жермен-де-Пре; даже надгробный камень её сохранился до наших дней. Хлотарю в то время исполнилось 13 лет.
В 600 году нейстрийцы потерпели поражение в битве на берегах реки Орвенны, около Дормеля (недалеко от совр. Монтро), от объединённых войск королей Австразии и Бургундии и Хлотарю пришлось подписать договор, согласно которому победители оставляли последнему лишь дюжину округов, ограниченных реками Уазой, Сеной и побережьем Ла-Манша. Теодеберт приобрёл северную часть королевства Нейстрия, а Теодорих — земли между Сеной и Луарой. В 605 году Хлотарь, ссылаясь на прежние договоренности, вторгся в королевство Теодориха, но не смог его покорить и был разбит при Этампе. В дальнейшем между королями Австразии и Бургундии наметился разлад, закончившийся тем, что Теодорих II в 612 году захватил Австразию и стал королём объединённого государства.

### Присоединение Австразии и Бургундии

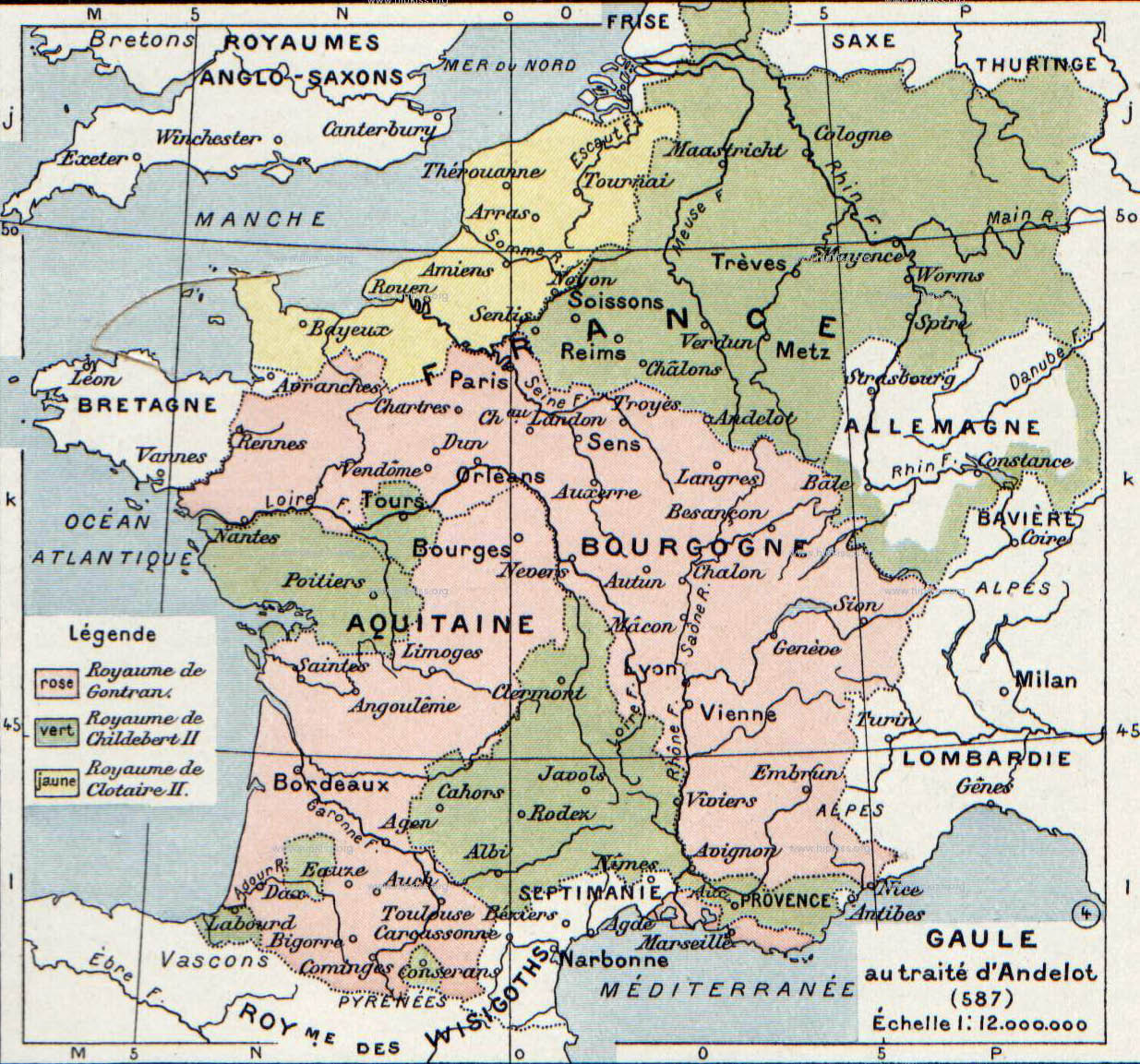
Владения Хлотаря (его первоначальный домен выделен жёлтым).

В 613 году Теодорих II вознамерился захватить и Нейстрию, но внезапно скончался от дизентерии в Меце, оставив после себя четырёх малолетних сыновей, в том числе Сигиберта, которого его прабабка Брунгильда сразу же пожелала посадить на королевский трон. Но у австразийской аристократии, предводительствуемой двумя лидерами — Пипином Ланденским и Арнульфом Мецским — было своё мнение на этот счёт. Перспективе оказаться вновь под дланью старой королевы они предпочли переговоры с Хлотарём, ради сохранения собственной независимости. Хлотарь двинул свои войска в Австразию и дошёл до Кобленца. Обе армии встретились, но так как большая часть магнатов Австразии и Нейстрии были в сговоре, то войска разошлись без боя. Брунгильда с Сигибертом II и его малолетними братьями укрылась в стенах Вормса и попыталась оказать сопротивление, призвав в своё войско людей из-за Рейна, а затем и из Бургундии. Но королеву предали. Бургундская знать, последовавшая за майордомом Варнахером, выдала Хлотарю, который в этот момент приближался к Соне, сначала Сигиберта II (юный король был убит), а затем и саму Брунгильду с правнуками. Сын Фредегонды безжалостно расправился с противницей своей матери. Старую королеву обвинили во множестве злодеяний, в убийстве десятка франкских королей, включая сюда даже убийство её мужа Сигиберта I, явно лежавшее на совести покойной Фредегонды. Три дня Брунгильду, которой, к тому времени, исполнилось около 70 лет, пытали самыми разными способами, затем посадили на верблюда и голой провезли сквозь воинский строй, после чего привязали к хвосту необъезженного коня за волосы, за одну руку и за одну ногу. Конь поскакал, волоча её по земле, ударяя копытами и ломая ей кости. Так погибла королева Брунгильда, похоронив ранее всех рождённых ею мужских претендентов на королевский трон. Так на 30-м году своего правления (613 год) Хлотарь стал королём всего объединённого Франкского государства, и правил им в течение 16 счастливых лет, во время которых он хранил мир со всеми окружающими народами.

### Король всех франков. Парижский эдикт

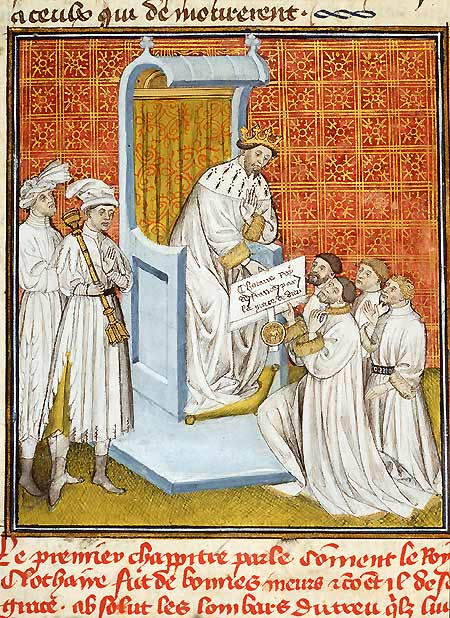
Хлотарь II и послы короля лангобардов

Единовластие Хлотаря было куплено дорогой ценой. Обязанный властью духовной и светской, служилой и землевладельческой знати, Хлотарь должен был стать её послушным орудием и действовать в её интересах. В 614 году он созвал духовный собор в Париже и тогда же при участии светских вельмож был издан эдикт Хлотаря II. Статьи этого эдикта, касающиеся церкви, давали силу закона постановлениям парижского церковного закона. Эдикт признавал, с некоторыми ограничениями, свободу церковных выборов, запрещал духовным лицам отдаваться под защиту светских лиц, не исключая самого короля, требовал для духовных лиц епископского или смешанного суда и т. д. Образование и наука переходили под контроль Церкви. Светские статьи эдикта заключали ряд уступок в пользу народа и особенно знати со стороны королевской власти. Запрещалось осуждение на смерть без выслушивания обвиняемого, если только преступник не схвачен на месте преступления. Судьи и графы должны были назначаться лишь из числа лиц, живущих в данной местности и имеющих в ней собственность, что должно было отдать эти должности в руки землевладельческой знати и повести к наследственности их. Король обещал не нарушать своими грамотами законных прав, не принуждать вдов и девушек к браку без их согласия; отменялись вновь установленные налоги; запрещалось пасти королевских свиней в лесах церкви и частных лиц без позволения владельцев; подтверждались все ранее состоявшиеся пожалования; законным владельцам возвращались имения, потерянные ими во время смут. Евреи лишались права нести государственную службу.
Варнахер за своё пособничество Хлотарю был оставлен на должности майордома в Бургундии, и Хлотарь дал клятву, что он никогда не будет низложен до конца своей жизни. Арнульф около 614 года был назначен епископом Меца. В Австразии майордомами были сначала Радон, затем Хука, а с 623 года стал Пипин Ланденский.
В 617 году Хлотарь, получив от короля лангобардов Агилульфа (Аго) в дар 36 тысяч солидов, отменил для племени лангобардов ежегодную дань в 12 тысяч золотых монет. Решение в пользу лангобардов было принято не без участия майордомов Бургундии Варнахара II, Нейстрии Гундоланда и Австразии Хуки, подкупленных Аго (каждый из них получил по тысяче солидов). В 618 году умерла королева Бертетруда. Король был особенно привязан к ней, и весь двор признавал её добродетели и любил её за них.

### Совместное правление с Дагобертом
На 39-м году своего правления (622 год) Хлотарь под давлением австразийской знати назначил своего сына Дагоберта королём Австразии. Дагоберта, которому в то время было около 18 лет, привезли в Мец и передали под опеку епископа Арнульфа Мецского и майордома Пипина Ланденского. Хлотарь, будучи уверенным в своих силах, воспользовался ситуацией для того, чтобы отрезать от Австразии её южные владения — Прованс и Овернь, а также земли Восточно-Франкского королевства, традиционно представлявшие вытянутый в западную сторону отросток — Реймс и округу. Но очень скоро амбиции Дагоберта и его окружения стали совпадать. Он никогда не отказывал своим придворным, действуя иногда даже против воли своего отца. Именно по их требованию в 624 году был отдан приказ о казни интригана Хродоальда. Несмотря на заступничество Хлотаря этот Хродоальд был всё же казнён по приказу Дагоберта.
В 625 году, после свадьбы Дагоберта и Гоматруды, сестры королевы Сихильды (жены Хлотаря), между Хлотарем и Дагобертом произошёл конфликт. Сын потребовал от отца вернуть в состав Австразии удержанные земли. Хлотарь ответил отказом. Для разрешения спора были избраны 12 знатных франков, в том числе епископ Арнульф Мецский, известный своей мудростью. Этот совет примирил отца с сыном, в результате чего Хлотарь выполнил просьбу Дагоберта, удержав только незначительную часть земель в районе Луары и в Провансе.

### Последние годы жизни

Церковь Франкского государства при Меровингах

Варнахер, майордом Бургундии, приобрёл достаточную силу для того, чтобы в 626 году, незадолго до своей смерти, созвать епископский собор. Хлотарь был обеспокоен этой инициативой. Для того чтобы предупредить любое укоренение династии майордомов, он приказал уничтожить сына Варнахера Година, обвинив его в нарушении канонических законов (Годин после смерти отца женился на своей мачехе Берте). Годин укрылся в церкви и вымолил прощение, ценой отказа от Берты. Однако по доносу Берты, обвинившей Година в цареубийственных замыслах, Хлотарь решил убить Година. Для этого Годину было велено отправиться в паломничество по святым местам, во время которого он и был коварно убит в окрестностях Шартра. После чего Хлотарь собрал бургундских ноблей и придворных в Труа и спросил у них, хотят ли они преемника на место Варнахера. Но они единодушно решили, что никогда не будут иметь другого майордома и ревностно просили короля, по его добродетели, самому управлять ими.
В этом же году Палладий и его сын Сидок, епископы Оза, по обвинению в причастности к гасконскому восстанию, были отправлены в ссылку. Бозо Этампский был убит по приказу Хлотаря, который подозревал его в распутстве с королевой Сихильдой.
К последним годам жизни Хлотаря II относится и подавление им и его сыном Дагобертом I возглавленного герцогом Бертоальдом восстания саксов. По данным «Книги истории франков», Хлотарь собственноручно убил предводителя мятежников в поединке. Это произошло в 622/623 или в 627 году.
На 44-м году правления Хлотаря (627 год) епископы и все знатные люди его королевства, как нейстрийцы, так и бургунды, собрались в Клиши близ Парижа по делам короля и рассматривали дела своей страны. Однако и на этом съезде не обошлось без ссоры. Приближенный Хариберта, сына Хлотаря, был убит людьми знатного сакса Эйгины. Бродульф, дядя Хариберта по материнской линии, собрал войско со всех своих владений, и вместе с самим Харибертом выступил против Эйгины. Могла бы пролиться большая кровь, если бы Хлотарь мудро не вмешался и не сделал все, чтобы предотвратить её. Хлотарь дал строгие приказания своим бургундам, чтобы они показали свою готовность подавить любую из поссорившихся партий, которая не подчинится его решению, и страх перед этим приказом короля заставил обе партии оставаться спокойными.
Умер Хлотарь 18 октября 629 года, прожив и процарствовав 45 лет. Он был похоронен в церкви Св. Винсента, которая позже стала частью аббатства Сен-Жермен-де-Пре.

### Семья

#### Жёны
- 1-я: c 599 года — Хельдетруда (580—600).
- 2-я: c 602 года — Бертетруда (ум. 618).
- 3-я: c 618 года — Сихильда.

#### Дети
- Меровей (? — после 25 декабря 604) — Меровей упоминается как сын Хлотаря II в хронике Фредегара в 604 году. В этом году он вместе с майордомом Нейстрии Ландериком руководил войском и попал в плен к Теодориху II.
- Дагоберт I (ок. 608 — 19 января 639) — король Австразии (622—639), король всех франков (629—639).
- Хариберт II (ок. 614 — 8 апреля 632) — король Аквитании (629—632).
- Ода Святая (626—688) — жена Боггиса, герцога Аквитании и Гаскони.

### Личность
Как писал хронист Фредегар: 

«Хлотарь, который был умён и грамотен, также был человеком набожным, щедрым покровителем церквей и клириков. Он раздавал милостыню, был со всеми любезен и весьма благочестив. Однако он со всей страстностью предавался охотничьим забавам и привлекал взоры многих женщин, как молодых, так и старых, что вызывало недовольство в его окружении».